# C12H20N2O2S2
化学式C12H20N2O2S2（摩尔质量：288.43 g/mol）可以指：
- N,N'-二硫代二己内酰胺，CAS号：23847-08-7
- 美西妥拉，CAS号：467-43-6

|  | 这个同类索引页列出了具有相同分子式的化学物（即同分異構體）条目。 除非您是有意链接至本页，否则应将相应条目的内部链接指向正确的条目。 |